# Felix Schreier
Felix Schreier (* 11. Juli 1989) ist ein deutscher Basketballtrainer.

## Laufbahn
Schreier spielte ab 2001 Basketball in der Jugend des BV Chemnitz 99, trainierte ab 2007 zudem Basketball-Jugendmannschaften und gehörte zum Trainerstab der zweiten und dritten Chemnitzer Herrenmannschaften. Danach wurde er Co-Trainer der Chemnitzer Mannschaft in der 2. Bundesliga ProA. Als Torsten Loibl im Sommer 2011 aus seinem Vertrag als Cheftrainer ausstieg, wurde Schreier sein Nachfolger und damit im Alter von lediglich 22 Jahren hauptverantwortlicher Trainer der Zweitligamannschaft. In der ersten Saison (2011/12) seiner Amtszeit führte Schreier die Chemnitzer als Tabellendritter in die ProA-Endrunde, wo man im Viertelfinale gegen Düsseldorf ausschied. In den Spielzeiten 2012/13 und 2013/14 wurde die Playoff-Qualifikation jeweils verpasst.
Im Oktober 2014 wurde Schreier als Chemnitzer Cheftrainer beurlaubt, nachdem die Mannschaft die Saison 2014/15 unter seiner Leitung mit einem Sieg und vier Niederlagen eröffnet hatte.